# Divisional Intermedia de Fútbol de Uruguay
Artículo sobre el campeonato de Divisional Intermedia (segunda categoría del fútbol uruguayo desde 1915 a 1941, y tercera categoría desde 1942 a 1971). Para el resumen de todos los torneos de Segunda División realizados, véase Segunda categoría de fútbol en Uruguay. Para el resumen de todos los torneos de Tercera División realizados, véase Tercera categoría de fútbol en Uruguay
La Divisional Intermedia (o simplemente la Intermedia) fue un campeonato de fútbol organizado por la Asociación Uruguaya de Fútbol entre 1915 y 1971. Durante la era amateur (hasta 1931) fue el torneo de segunda división del fútbol uruguayo. Ya en la era amateur, desde 1937 a 1940 otorgó la posibilidad de repechaje para ascender a Primera División, y finalmente desde 1942 hasta 1971 fue la tercera categoría siendo reemplazada a partir de 1972 por la Primera "C". En la era 1932-1935 existió una divisional Intermedia, pero fue dentro de la Liga Uruguaya de Football Amateur.
Esta categoría siempre fue de carácter amateur.

## Historia
En 1903 empezó el primer campeonato de Segunda división, el cual combinaba a los segundos equipos de los clubes de Primera con algunos primeros equipos (como por ejemplo River Plate en sus primeros años). 
La Divisional Intermedia fue inaugurada en 1915, y en su primera edición participaron los siguientes equipos: Ballor, Belgrano, Belgrano Oriental, Charley, Dublín, Libertad, Rampla Juniors, Sud América, Triumph y Uruguay Onward. Desde 1915 y hasta 1931, durante la era amateur del fútbol uruguayo, la Intermedia constituyó la segunda categoría, existiendo ascensos y descensos vinculantes con la Primera División. 
A partir de 1932, cuando comienza el profesionalismo en Primera División, ambos campeonatos perdieron totalmente su carácter vinculante. Ese año se crea con 10 clubes la Liga Uruguaya de Football Profesional por un lado, mientras que el resto de los clubes se nuclearon en la "Liga Uruguaya de Football Amateur" compuesta por tres divisiones: Primera (amateur), Intermedia y la Extra. 
Los equipos que formaron en 1932 la Primera División de la Liga Amateur fueron Misiones (desplazado de la Liga Profesional a pesar de haber culminado en 6° puesto en el Uruguayo 1931), Cerro, Progreso, Intrépido, Belgrano, Maroñas, Uruguay Montevideo, Fénix, Lito, Liverpool, Colón (campeón 1931 de Intermedia), Deportivo Juventud y Universitario.
En 1936 se fusionan las dos ligas, generando nuevamente la vinculación con la máxima categoría a partir de 1937: pero realizándose por medio de partidos de repechaje entre el último equipo de Primera División y el campeón de Intermedia. Ese año Liverpool derrotó a Racing y logró el ascenso (aunque a Racing se le permitió permanecer de todas maneras, probablemente para que no pierda su carácter de club profesional) pero fue el único caso, ya que posteriormente ni Progreso (1938 y 1939) ni Cerro (1940) lograron vencer a su rival profesional.
En 1942 se crea la Primera División "B", la segunda categoría de carácter profesional, y entonces la vieja Intermedia pasó a ocupar el lugar de la tercera categoría. Este sistema se mantendría hasta 1972 cuando, unificando la División Intermedia y la Divisional Extra, se formó la liga de Primera División "C" (actual Primera División Amateur).

## Historial como segunda categoría

### Títulos por año

#### Divisional Intermedia (amateurismo)
Instalada como segunda categoría de la Asociación Uruguaya de Football dentro de la era amateur del fútbol uruguayo. En cursiva se señalan aquellos equipos que no ascendieron.
| Divisional Intermedia (como segunda categoría) |                                                              |                                                              |                                                              |                                                              |                                                              |
| Año                                            |                                                              | Campeón                                                      | Subcampeón                                                   | Otros ascensos                                               |                                                              |
| 1915                                           |                                                              | Dublin                                                       |                                                              |                                                              |                                                              |
| 1916                                           |                                                              | Charley                                                      |                                                              |                                                              |                                                              |
| 1917                                           |                                                              | Misiones                                                     |                                                              |                                                              |                                                              |
| 1918                                           |                                                              | Belgrano                                                     |                                                              |                                                              |                                                              |
| 1919                                           |                                                              | Liverpool                                                    | Misiones                                                     | Uruguay Onward                                               |                                                              |
| 1920                                           |                                                              | Lito                                                         |                                                              |                                                              |                                                              |
| 1921                                           |                                                              | Rampla Juniors                                               |                                                              |                                                              |                                                              |
| 1922                                           |                                                              | Bella Vista                                                  | Fénix                                                        |                                                              |                                                              |
| 1923                                           |                                                              | Racing                                                       |                                                              |                                                              |                                                              |
| 1924                                           |                                                              | Capurro                                                      |                                                              |                                                              |                                                              |
| 1925                                           | No culminó.                                                  | No culminó.                                                  | No culminó.                                                  | No culminó.                                                  | No culminó.                                                  |
| 1926                                           | No se disputó debido al Laudo Serrato (fusión de AUF y FUF). | No se disputó debido al Laudo Serrato (fusión de AUF y FUF). | No se disputó debido al Laudo Serrato (fusión de AUF y FUF). | No se disputó debido al Laudo Serrato (fusión de AUF y FUF). | No se disputó debido al Laudo Serrato (fusión de AUF y FUF). |
| 1927                                           |                                                              | Colón                                                        |                                                              |                                                              |                                                              |
| 1928                                           |                                                              | Central                                                      |                                                              |                                                              |                                                              |
| 1929                                           |                                                              | Racing                                                       |                                                              |                                                              |                                                              |
| 1930                                           | No hubo torneo.                                              | No hubo torneo.                                              | No hubo torneo.                                              | No hubo torneo.                                              | No hubo torneo.                                              |
| 1931                                           |                                                              | Colón (no ascendió)                                          |                                                              |                                                              |                                                              |

Notas
1. ↑  Ascendió al salir campeón del Torneo Competencia de la divisional.
2. ↑  Los torneos de 1925 no culminaron debido al Laudo Serrato (fusión de AUF y FUF).
3. ↑  Ese año se jugó el Torneo del Consejo Provisorio, donde en la Serie B obtuvo el titulo Sud América.
4. ↑  El campeonato de 1929 recién terminó en noviembre de 1930 (ese año fue exclusivo para la Copa Mundial de Fútbol).
5. ↑  Para 1932 fue creada la Liga Uruguaya de Football Profesional entre los clubes que ya estaban en Primera División, aunque algunos se les exigió fusionarse para pasar al profesionalismo. A Colón se le exigió fusionarse con Racing, lo cual no prosperó, como tampoco sucedió con Misiones y Liverpool. Si prosperó la fusión entre Olimpia y Capurro que formaron el actual C.A. River Plate.

#### Liga Uruguaya de Football Amateur
Entre 1932 y 1936 los equipos que pertenecían a Intermedia disputaron la Primera División de la Liga Uruguaya de Football Amateur (la cual también poseía una Divisional Intermedia). En algunos registros se mezclan esos campeonatos con los torneos de la Divisional Intermedia, pero lo cierto es que toda esa estructura del fútbol amateur estaba desconectada del fútbol profesional de Primera División. En 1936 fue absorbida toda la estructura de la Liga Amateur y anexionada nuevamente dentro de la estructura, transformando la Primera División Amateur a Divisional Intermedia nuevamente.
Para listado de campeones ver: Liga Uruguaya de Football Amateur

#### Divisional Intermedia (vinculada a Liga Profesional)
Otorgaba, a partir del torneo de 1937, la posibilidad de jugar repechaje por ascenso a la Liga Profesional, ante el último clasificado de esa categoría.
| Divisional Intermedia (como principal categoría amateur con posibilidad de repechaje de acceso al profesionalismo) |  |                              |            |
| Año |  | Campeón                      | Subcampeón |
| 1936 |  | Liverpool (no hubo ascensos) | Colón      |
| 1937 |  | Liverpool                    | Cerro      |
| 1938 |  | Progreso (no logró ascender) |            |
| 1939 |  | Progreso (no logró ascender) | Cerro      |
| 1940 |  | Cerro (no logró ascender)    |            |
| 1941 |  | Cerro (no hubo ascensos)     |            |

### Títulos por equipo
Títulos de Intermedia obtenidos como segundo torneo en la estructura.
| Equipo         | Campeonatos | Años de los campeonatos |
| -------------- | ----------- | ----------------------- |
| Liverpool      | 3 (+1)      | 1919, 1936, 1937 (1934) |
| Racing         | 2           | 1923, 1929              |
| Colón          | 2           | 1927, 1931              |
| Cerro          | 2           | 1940, 1941              |
| Misiones       | 1 (+1)      | 1917 (1932)             |
| Dublin         | 1           | 1915                    |
| Charley        | 1           | 1916                    |
| Belgrano       | 1           | 1918                    |
| Lito           | 1           | 1920                    |
| Rampla Juniors | 1           | 1921                    |
| Bella Vista    | 1           | 1922                    |
| Capurro        | 1           | 1924                    |
| Central        | 1           | 1928                    |

Notas
1. ↑  Liverpool obtuvo 1 campeonato de Primera División de la Liga Amateur.
2. ↑  Misiones obtuvo 1 campeonato de Primera División de la Liga Amateur.

### Repechajes por el ascenso a Primera División (1937 - 1940)
| Repechaje de ascenso a Primera División |                    |               |                            |
| Año                                     | Campeón Intermedia | Resultados    | Último de Primera División |
| 1937                                    | Liverpool          | 4-1, 1-4, 1-0 | Racing                     |
| 1938                                    | Progreso           | 1-3, 3-2, 1-2 | Liverpool                  |
| 1939                                    | Progreso           | 2-1, 0-2, 0-3 | Bella Vista                |
| 1940                                    | Cerro              | 0-2, 0-4      | Bella Vista                |

Nota
1. ↑  Racing fue el último de la edición 1936, mientras que Defensor fue el último en 1937. Disputaron un partido de desempate entre ambos, con triunfo de Defensor 4 a 1, por ello Racing enfrentó este repechaje. 

De todas formas, a pesar de caer derrotado frente a Liverpool, a Racing se le permitió permanecer en Primera División para la siguiente temporada.

## Historial como tercera categoría
La Intermedia fue desplazada a tercera categoría luego de la creación de la Primera División "B", con ascensos a la categoría mencionada, y descensos a la Extra.
| Divisional Intermedia (como tercera categoría, ascensos a la "B") |                                         |                                         |                                         |                   |
| Año                                                               |                                         | Campeón                                 | Subcampeón                              | Otros ascensos    |
| 1942                                                              |                                         | Fénix                                   |                                         |                   |
| 1943                                                              |                                         | Danubio                                 |                                         |                   |
| 1944                                                              |                                         | Olivol                                  |                                         |                   |
| 1945                                                              |                                         | Bahía                                   |                                         |                   |
| 1946                                                              |                                         | Canillitas                              |                                         |                   |
| 1947                                                              |                                         | Artigas                                 |                                         |                   |
| 1948                                                              | No culminó por la huelga de futbolistas | No culminó por la huelga de futbolistas | No culminó por la huelga de futbolistas |                   |
| 1949                                                              |                                         | Fénix                                   |                                         |                   |
| 1950                                                              |                                         | Uruguay Montevideo                      |                                         |                   |
| 1951                                                              |                                         | Cerrito                                 |                                         |                   |
| 1952                                                              |                                         | Mar de Fondo                            |                                         |                   |
| 1953                                                              |                                         | Canillitas                              |                                         |                   |
| 1954                                                              |                                         | Colón                                   |                                         |                   |
| 1955                                                              |                                         | Uruguay Montevideo                      |                                         |                   |
| 1956                                                              |                                         | Progreso                                |                                         |                   |
| 1957                                                              |                                         | Uruguay Montevideo                      |                                         |                   |
| 1958                                                              |                                         | Mar de Fondo                            |                                         |                   |
| 1959                                                              |                                         | Bella Vista                             |                                         |                   |
| 1960                                                              |                                         | Huracán Buceo                           |                                         | Misiones          |
| 1961                                                              |                                         | Mar de Fondo                            |                                         |                   |
| 1962                                                              |                                         | La Luz                                  |                                         |                   |
| 1963                                                              |                                         | Progreso                                |                                         |                   |
| 1964                                                              |                                         | Platense                                |                                         |                   |
| 1965                                                              |                                         | Uruguay Montevideo                      |                                         |                   |
| 1966                                                              |                                         | Rentistas                               |                                         |                   |
| 1967                                                              |                                         | Huracán Buceo                           |                                         |                   |
| 1968                                                              |                                         | Alto Perú                               |                                         |                   |
| 1969                                                              |                                         | Mar de Fondo                            |                                         |                   |
| 1970                                                              |                                         | Cerrito                                 |                                         | El Tanque Miramar |
| 1971                                                              |                                         | Misiones                                |                                         |                   |

Notas
1. ↑  Para la temporada 1961 la A.U.F. decidió aumentar el número de equipos de la Primera "B" de ocho a diez, por ese motivo se disputó un Repechaje entre el equipo que debía descender de la "B" (Uruguay Montevideo) y tres equipos de la Intermedia, Boston River, Marconi y Misiones. Los dos primeros jugarían en la Primera "B". Huracán Buceo ya había ascendido campeón.

Tras la disputa del torneo Uruguay Montevideo logró mantenerse en Segunda y Misiones y Boston River debieron disputar un desempate por el ascenso, en el cual Misiones venció en un global de 4-0.

## Títulos por equipo
Títulos de Intermedia obtenidos como tercer torneo en la estructura.
| Equipo             | Campeonatos | Años de los campeonatos |
| ------------------ | ----------- | ----------------------- |
| Mar de Fondo       | 4           | 1952, 1958, 1961, 1969  |
| Uruguay Montevideo | 4           | 1950, 1955, 1957, 1965  |
| Fénix              | 2           | 1942, 1949              |
| Canillitas         | 2           | 1946, 1953              |
| Cerrito            | 2           | 1951, 1970              |
| Progreso           | 2           | 1956, 1963              |
| Huracán Buceo      | 2           | 1960, 1967              |
| Danubio            | 1           | 1943                    |
| Olivol             | 1           | 1944                    |
| Bahía              | 1           | 1945                    |
| Artigas            | 1           | 1947                    |
| Colón              | 1           | 1954                    |
| Bella Vista        | 1           | 1959                    |
| La Luz             | 1           | 1962                    |
| Platense           | 1           | 1964                    |
| Rentistas          | 1           | 1966                    |
| Alto Perú          | 1           | 1968                    |
| Misiones           | 1           | 1971                    |